# Giovanni Goccione
Giovanni Enrico Goccione (Oulx, 6 settembre 1882 – Susa, 6 dicembre 1952) è stato un calciatore italiano, di ruolo mediano.
(Vladimiro Caminiti)

## Caratteristiche tecniche
Si trattava di un giocatore robusto e pugnace, che ricavava il meglio delle sue prestazioni dalla coordinata presenza dell’impeto e dello stile nel suo gioco a un tempo distruttivo e costruttivo.
Avendo avuto qualche esperienza come mediano laterale e come mezzala, Goccione era tutt’altro che sprovveduto nel gioco di manovra. Non appena la partita si sottraeva ai vincoli della difesa organizzata, a Goccione piaceva mettere il naso nella metà campo avversaria, così che, spesso, gli attaccanti juventini se lo trovavano immediatamente alle spalle in posizione di attivo rincalzo.
In retroguardia Goccione era un muro elastico contro il quale le onde dell’attacco avversario si infrangevano e facevano confuso risucchio. In ogni azione di contropiede, all’azione di drastica rottura, subentrava una manovra intelligente e logica.
Era, insomma, un tipico e avveduto centromediano di posizione, di rottura, di scatto, di battaglia, di coraggio e di resistenza: un’autentica forza di quella Juventus.

## Carriera
Impiegato presso la Società Assicurazioni Incendi di Torino, Goccione fu un giocatore della Juventus per undici stagioni. Fece il suo esordio contro il Torinese il 2 marzo 1902 partita finita col risultato di 1-1. La sua ultima apparizione in maglia bianconera fu nel Derby della Mole, giocato il 10 dicembre 1911, finito 1-1. Nella sua carriera collezionò 37 partite e 3 gol. Fu uno dei protagonisti del primo scudetto juventino.
Rivestì il ruolo di capitano nella stagione del 1905.

## Statistiche

### Presenze e reti nei club
| Stagione  | Club     | Campionato | Campionato | Campionato | Campionato |
| Stagione  | Club     | Comp       | Pres       | Reti       |            |
| --------- | -------- | ---------- | ---------- | ---------- | ---------- |
| 1902      | Juventus | CI         | 3          | 0          |            |
| 1902-1903 | Juventus | CI         | 5          | 0          |            |
| 1903-1904 | Juventus | PC         | 4          | 0          |            |
| 1904-1905 | Juventus | PC         | 4          | 0          |            |
| 1905-1906 | Juventus | PC         | 5          | 0          |            |
| 1906-1907 | Juventus | PC         | 2          | 0          |            |
| 1907-1908 | Juventus | PC         | 1          | 2          |            |
| 1908-1909 | Juventus | PC         | 0          | 0          |            |
| 1909-1910 | Juventus | PC         | 10         | 1          |            |
| 1910-1911 | Juventus | PC         | 0          | 0          |            |
| 1911-1912 | Juventus | PC         | 2          | 0          |            |
| Totale    | Totale   | Totale     | 37         | 3          |            |

## Palmarès

### Calciatore

#### Club

##### Competizioni nazionali
- Campionato italiano: 1

Juventus: 1905